# Ана Антонијевић
Ана Антонијевић (Титово Ужице, 26. август 1987) је српска одбојкашица која игра на позицији техничара. Као јуниорка са репрезентацијом Србије освојила је сребрне медаље на Светском првенство до 20 година 2005. и на Европском првенству до 20 година 2004. Као сениорка дебитовала је 2009. године. Са сениорском репрезентацијом освојила је златну медаљу на Европском првенству 2011. и злато у Европској лиги 2010. Била је део репрезентације 2011. на Гран прију кад је освојена прва медаља у историји на овом такмичењу. Каријеру је започела у Јединству из родног Ужица, а врло рано је отишла у иностранство, 2007. је прешла у Швајцарски Волеро из Цириха. Дуго година играла је за француски Кан, где је била најбољи дизач и регуларно освајач првенства. Тренутно игра за Волеро из Цириха. Одликују је непредвидив сервис и интересантна техника дизања.

## Успеси

### Репрезентативни
- Европско првенство: 1. место 2011,
- Светски гран при : 3. место 2011,
- Европска лига : 1. место 2011,
- Универзијада : 2. место 2007. и 2009.

### Клупски
- Првенство Србије: 1. место 2009.
- Куп Србије и Црне Горе: 1. место 2003.
- Куп Србије: 1. место 2009.
- Првенство Швајцарске: 1. место 2008. и 2015.
- Куп Швајцарске: 1. место 2008.
- Првенство Француске: 1. место 2010, 2011, 2012, 2013. и 2014.
- Куп Француске: 1. место 2010, 2011, 2012, 2013. и 2014.